# Zoubeir Boughnia
Zoubeir Boughnia (arabe : زبير بوغنية), né le 31 juillet 1955 à Tunis et mort le 23 janvier 2024, est un footballeur tunisien.
Évoluant comme attaquant au poste d'avant-centre, il connaît une carrière décousue et atypique.

## Biographie

### Carrière en club
Né dans un quartier populaire de la médina de Tunis, au sein d'une famille d'origine métouienne, il signe sa première licence en minimes au Progrès sportif tunisien, club né d'une fusion entre les clubs voisins du Stade populaire et de la Jeunesse sportive métouienne. Ce club est un vivier pour l'Espérance sportive de Tunis (EST) qui y a découvert Ridha Akacha, Abdesselem Meriah, Mohamed Habib Kochbati, etc.
Boughnia rejoint donc l'EST et, pour sa première année, contribue à l'obtention de la coupe de Tunisie des cadets en marquant le but de la victoire contre le Club athlétique bizertin. Deux ans après, il est titularisé parmi les seniors où son talent de buteur se révèle au grand jour, avec un exploit rare, celui de marquer trois buts contre l'Étoile sportive du Sahel à Sousse, le 17 février 1974.
L'année suivante, il annonce la couleur en marquant trois buts dès la première journée du championnat, contre le Sfax railway sport, dont un dès la première minute du match. Raouf Najjar indique que « Zoubeir Boughnia a réussi 62 % des possibilités offensives de l'Espérance. Il a l'habitude de chercher la frappe sèche du coup du pied ».
Il devient le meilleur buteur du championnat avec 25 buts, un record inégalé depuis. Mais, alors qu'il est au seuil d'une carrière exceptionnelle, il plaque tout et émigre en France, non pour relancer sa carrière mais pour poursuivre ses études. Pour le plaisir, il signe au profit de la section amateurs de l'Union sportive municipale de Malakoff, où il brille d'une manière étonnante. Après un an et demi, il retourne à l'EST, l'aéroport étant pris d'assaut par les supporters à son retour. Toutefois, une frange du public ainsi que les vedettes de l'équipe (Temime Lahzami et Tarak Dhiab) expriment leur désapprobation et l'ambiance de l'équipe s'en ressent. Boughnia est moins incisif et, lorsqu'il s'éclipse à nouveau au milieu de la saison 1979-1980, il ne laisse pas beaucoup de regrets. Pendant six saisons, il participe à deux rencontres seulement avant de revenir terminer sa carrière gâchée. Il justifie cela par les mésententes avec les entraîneurs de l'EST au cours de cette période et son dernier retour par le désir de permettre à son fils de le voir jouer. Il reste cependant respecté par les supporters et, faisant partie du cercle proche des dirigeants du club, il leur prête main-forte. Par la suite, il se reconvertit en entraîneur à plus de 50 ans et entraîne l'Association sportive de Djerba presque bénévolement puis le Sporting Club de Moknine. Malgré les résultats honorables obtenus, il est à chaque fois limogé.

### Carrière en équipe nationale
Il dispute son premier match le 26 septembre 1974 contre l’équipe d'Égypte, dans le cadre du Tournoi de Qouneitra à l'occasion duquel l'entraîneur André Nagy l'a titularisé. Il y joue cinq matchs et marque quatre buts. Abdelmajid Chetali lui donne sa chance une seule fois en 1975. Ses deux derniers matchs internationaux ont lieu sous la direction d'Ameur Hizem, respectivement le 9 février 1979 contre l'équipe de Pologne et le 25 mars de la même année contre l'équipe de Libye.

## Palmarès
- Champion de Tunisie en 1975
- Vainqueur de la coupe de Tunisie en 1979 et 1980
- Vainqueur de la coupe de Tunisie cadets en 1972

## Statistiques
- Matchs en championnat de Tunisie (Ligue I) : 118 (58 buts)
- Matchs en coupe de Tunisie : 16 (8 buts)
- Matchs en coupes continentales : 8 (4 buts)
- Sélections : 8 (4 buts)